# Sekthaus Carl Graeger

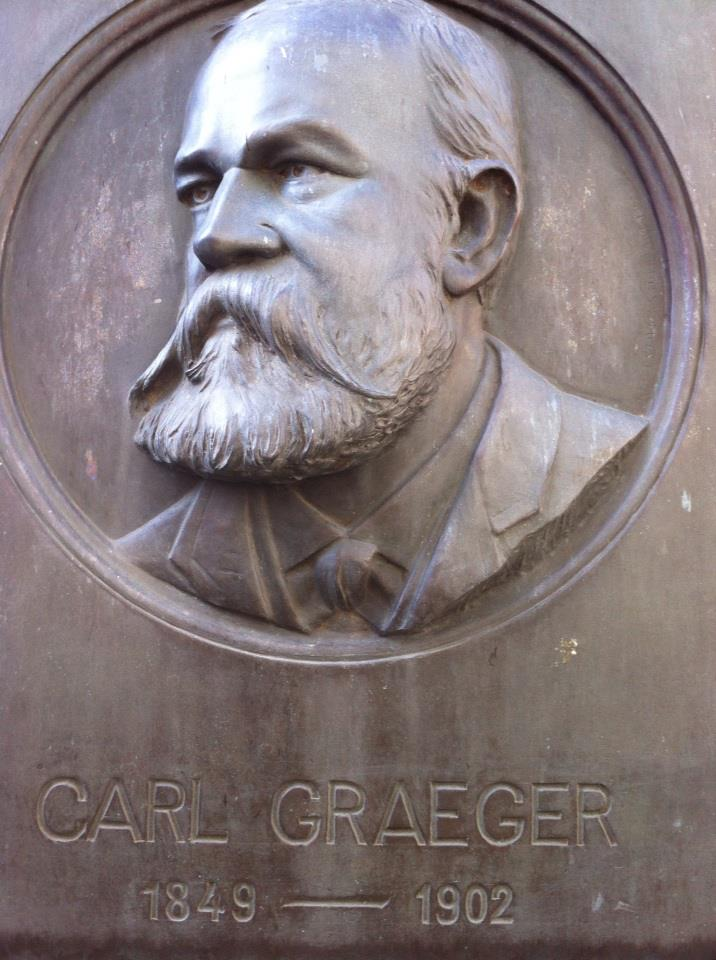
Carl Graeger 1849–1902

Das Sekthaus Carl Graeger KG ist eine Sektkellerei mit Sitz in Bingen und produziert seit 1877 unter dem Namen Graeger-Sekt verschiedene Sekte (Weiß, Premium, Rot, Rosé, Alkoholfrei).

## Geschichte
Ursprünglich stammt die Familie Graeger aus Nordhessen, wo um 1700 Johann Nicolaus Graeger einen Weinhandel betrieb. Seine Nachkommen siedelten im 19. Jahrhundert nach Berlin über, wo diese ebenfalls im Weinhandel tätig waren. Otto und Heinrich Graeger gründeten von Berlin aus eine Niederlassung in Hochheim am Main, wo sie Weinberge erwarben und mit eigener Weinherstellung begannen. Die Leitung der Hochheimer Filiale übernahm ihr Bruder Carl, welcher 1877 seine eigene Sektkellerei in Hochheim gründete, deren Produktionszahlen bereits nach einigen Jahren rasch anstiegen. Aufgrund des steigenden Exports seines Sekts nach Großbritannien sah sich Carl 1888 veranlasst, eine Filiale in London zu errichten. In dieser Zeit wurde der „Sparkling Hock“, der „schäumende Hochheimer“, im englischsprachigen Ausland zum Inbegriff für Weine und Sekt aus Hochheim. Diese Bezeichnung wurde später auf alle schäumenden Rheinweine übertragen.
Neben seiner unternehmerischen Tätigkeit erfand er unter anderem einen speziellen Hebezug zum Transport von Champagnerflaschen, eine Flaschenspülmaschine und ein Verfahren zum Haltbarmachen von Traubenmost. Die beiden Jahrzehnte vor dem Ersten Weltkrieg waren die Blütezeit der Sektkellerei. Nach Carls Tod 1902 übernahm zunächst seine Witwe Ida die Geschäfte, welche sie um 1910 ihrem Sohn Alexander übergab.
Nach dem Ersten Weltkrieg erlitt die Sektkellerei Graeger erhebliche Absatzeinbußen; unter anderem mussten die Hauptexportmärkte in Großbritannien und den Vereinigten Staaten stark eingeschränkt werden. Während in Deutschland der Absatz zunächst weitgehend stabil gehalten werden konnte, verlor das Unternehmen dennoch Marktanteile und konnte schließlich in den 1950er und 1960er Jahren nicht vom steigenden Sektkonsum der Bevölkerung profitieren.
Mit dem Tod von Alexander Graegers Schwester Emma 1970, die nach dem Tod ihres Bruders die Geschäfte weitergeführt hatte, endete die Familienära von Graeger. 1972 wurde, nach Bestimmungen des Testaments von Emma Graeger, das Unternehmen in eine GmbH unter der Firma „Carl Graeger GmbH Sektkellerei“ umgewandelt, und es begann eine Periode wechselnder Besitzer der Sektkellerei, von denen Wolfgang Braun und Otto Geck hervorzuheben sind, die das Unternehmen zwischen 1980 und 1985 aus der Krise herausführten.
1993 wurde die eigene Sektproduktion aufgegeben und die Graegermarken ab sofort in einer anderen Kellerei versektet. Otto Geck trat 1996 in Ruhestand, und der Kaufmann Volker Valerius übernahm das Sekthaus Graeger, welcher den Standort 1997 von Hochheim am Main nach Bingen am Rhein verlegte.

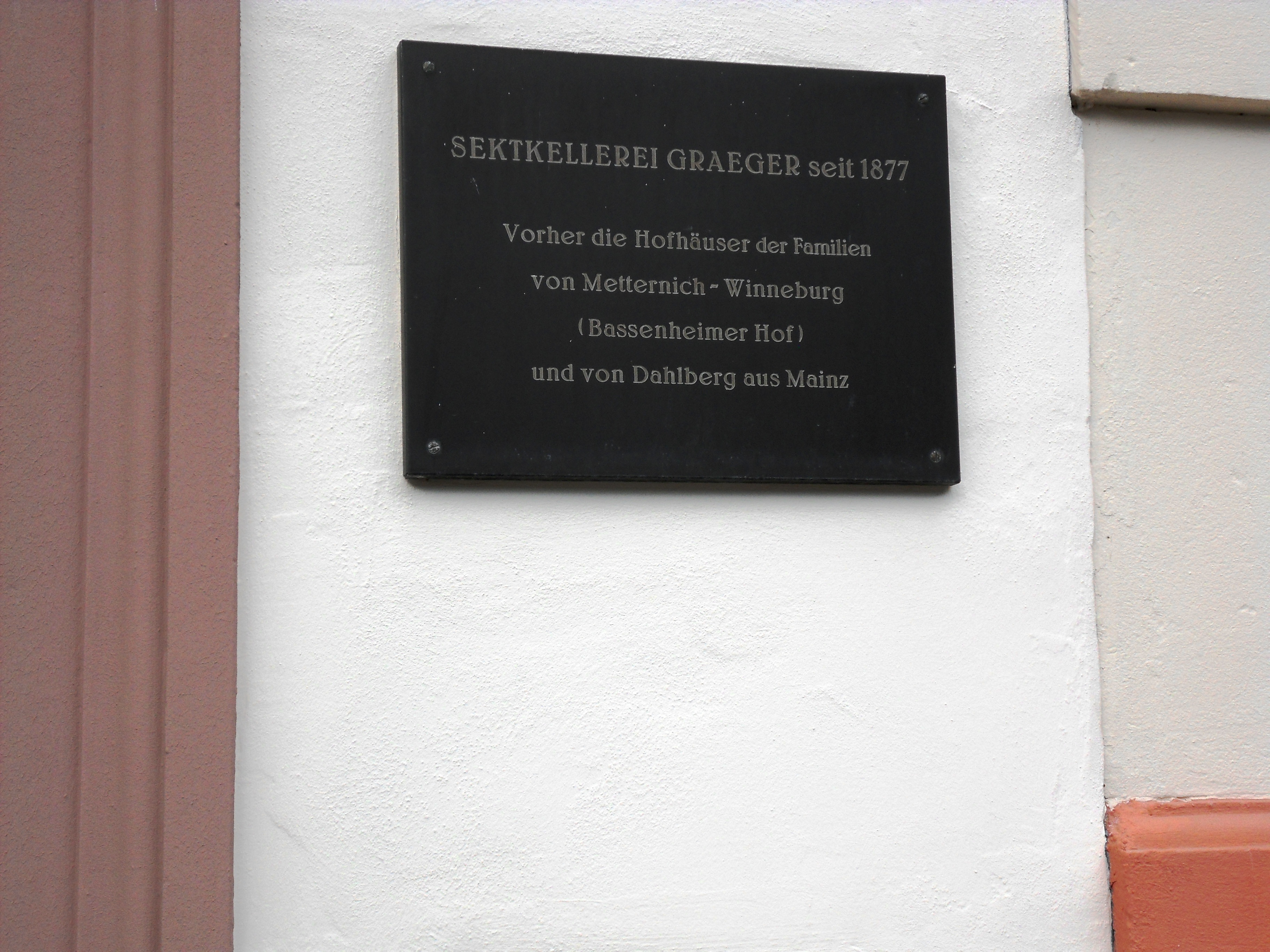
Hinweistafel in der Mainzer Straße in Hochheim: Sektkellerei Graeger seit 1877, Vorher die Hofhäuser der Familien von Metternich-Winneburg (Bassenheimer Hof) und von Dahlberg aus Mainz.
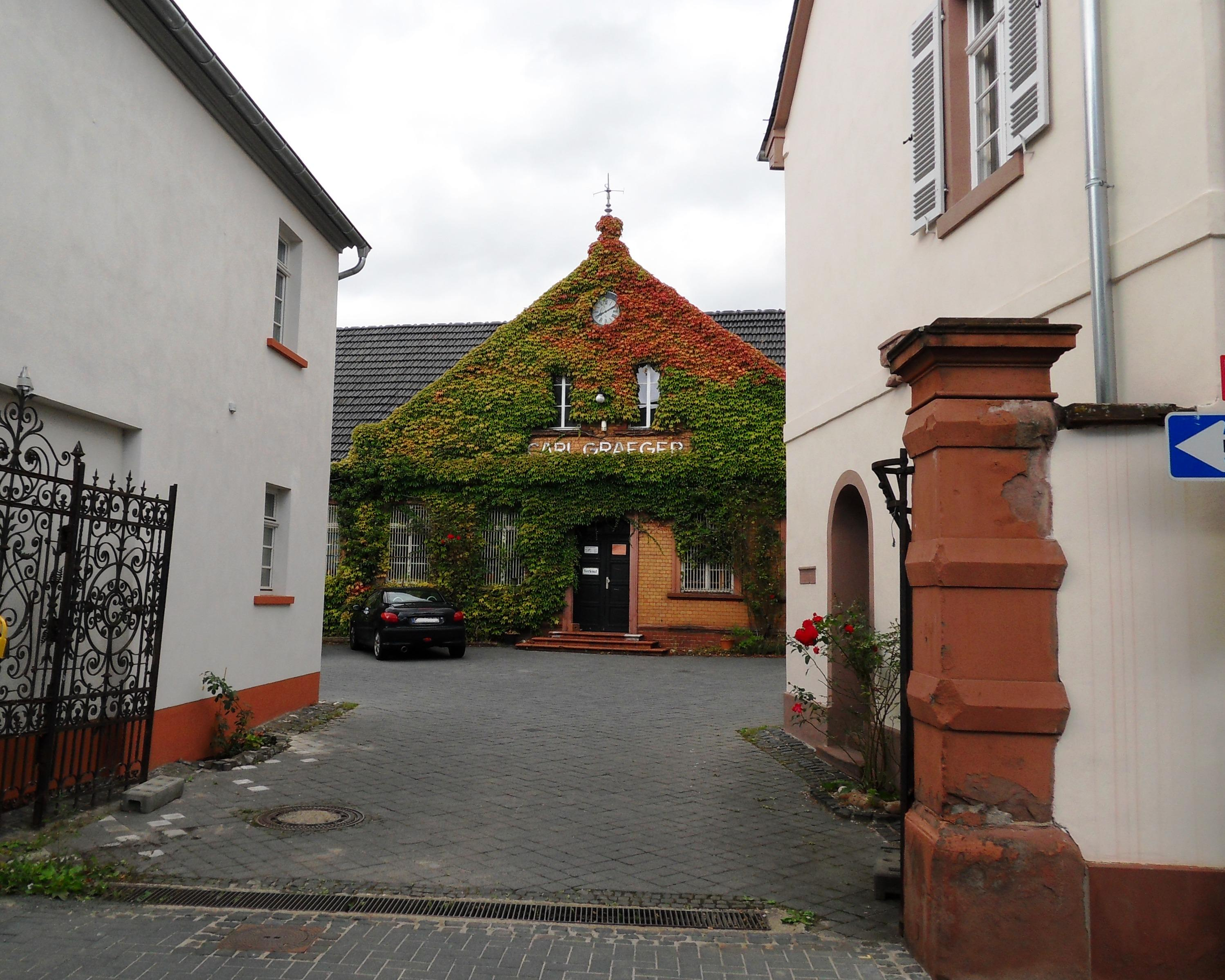
Hofeinfahrt an der Mainzer Straße in Hochheim
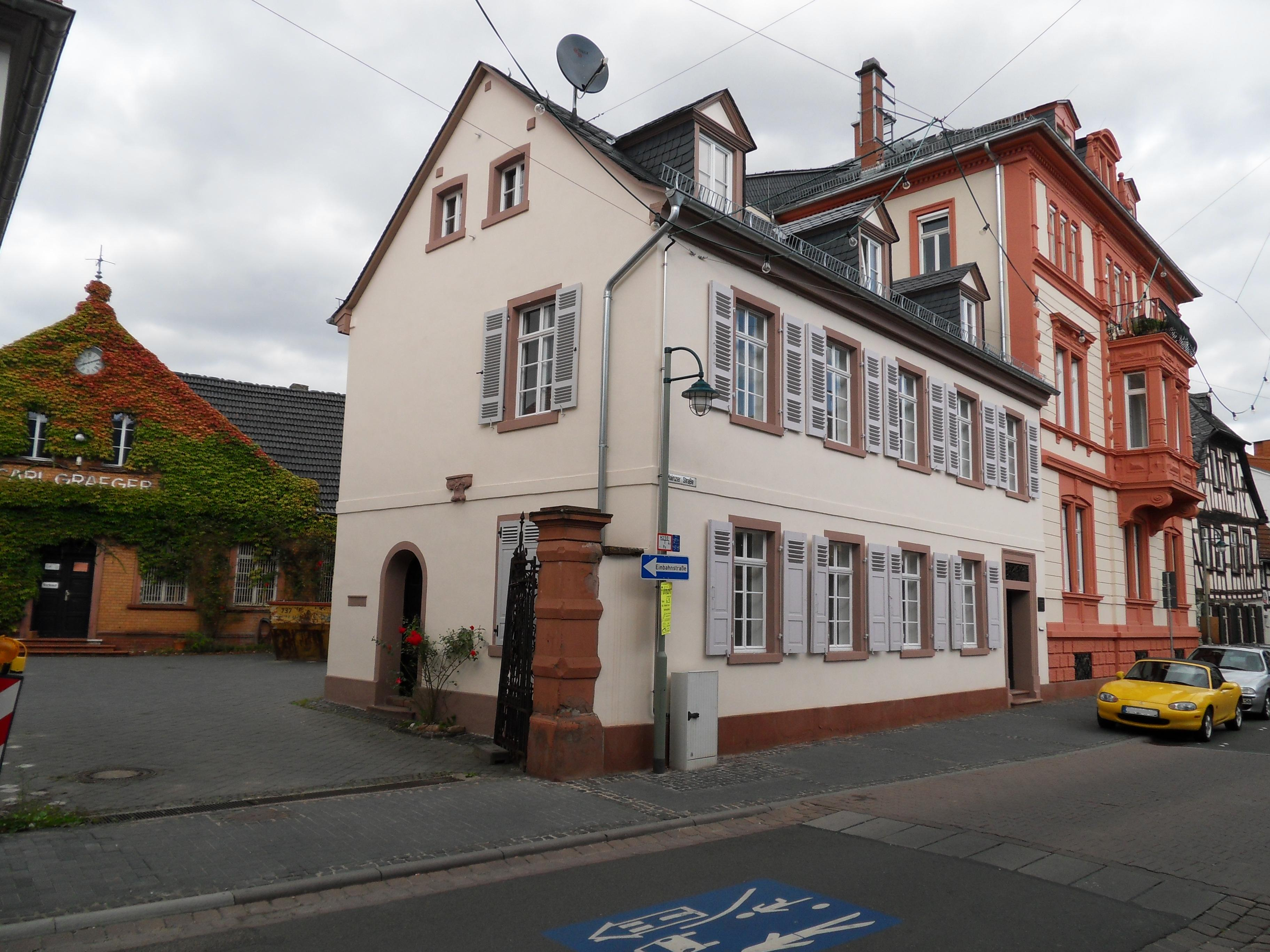
Repräsentative Gebäude an der Mainzer Straße in Hochheim
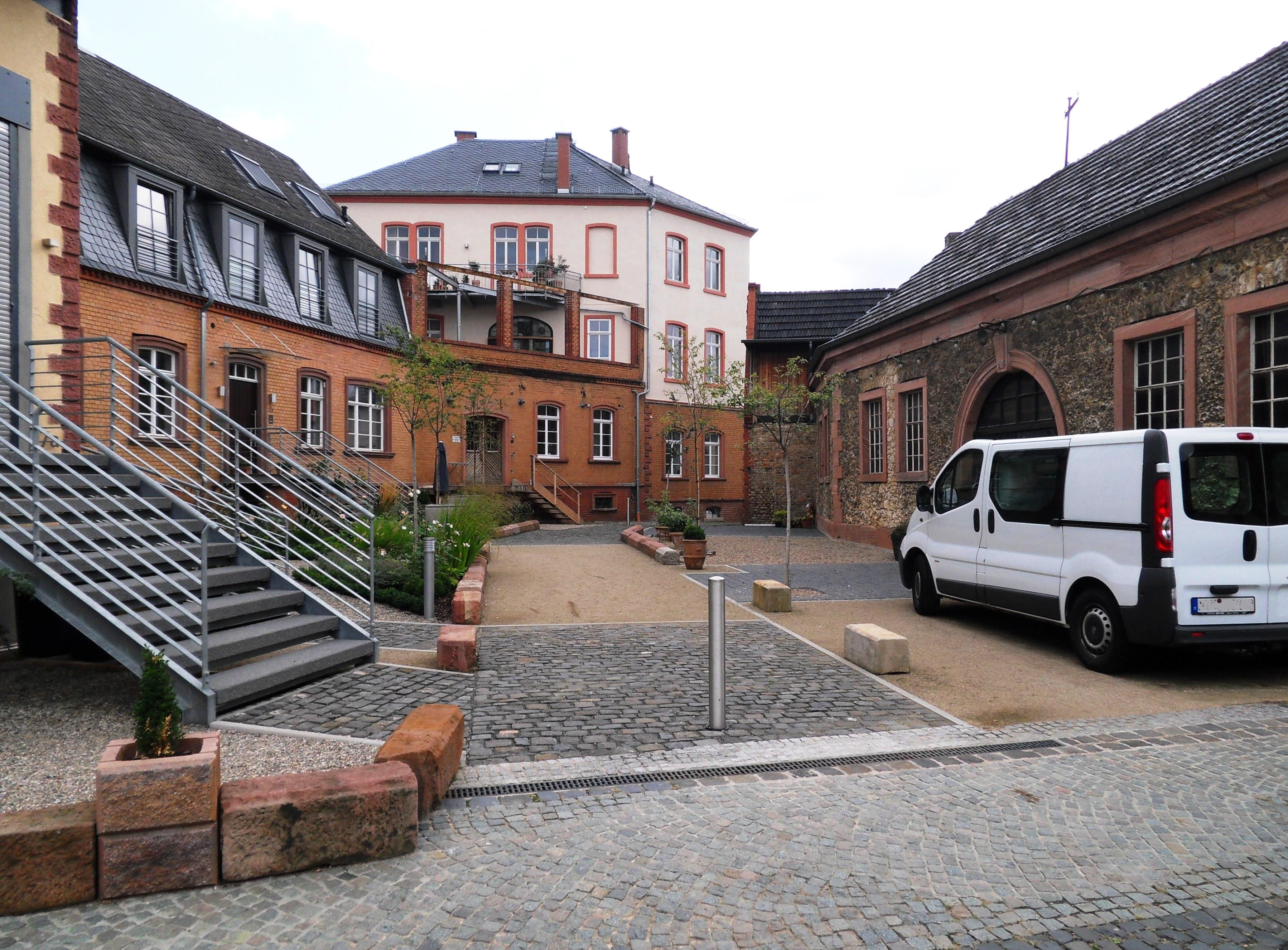
Zufahrt von der Neudorfgasse zu den umgebauten Kellereigebäuden in Hochheim

## Produktion und Herstellung

### Rebsorten
Für die Herstellung des Graeger-Sekts werden in erster Linie die Rebsorten Riesling, Silvaner, Faber, Elbling, Spät-, Weiß- und Grauburgunder, manchmal auch Müller-Thurgau oder Traminer verwendet, wobei die Trauben deutscher, aber auch anderer europäischer Anbaugebiete verarbeitet werden. 

### Herkunft der Grundweine
Lange Zeit kamen die Sektgrundweine für den Graeger-Sekt wegen einer überaus ausbalancierten Säure ausschließlich aus dem Rheingau und von der Hessischen Bergstraße. Aufgrund des Anstiegs des Sektkonsums reicht mittlerweile die Versorgung aus diesen Anbaugebieten allein nicht mehr aus; zusätzlich werden Grundweine aus der Pfalz und Rheinhessen gekauft. Roter Sekt wird mitunter aus französischen oder italienischen Grundweinen gewonnen.

### Gärverfahren
Bei der Herstellung von Graeger-Sekt werden, je nach Varietät, verschiedene Gärverfahren durchgeführt. Neben der traditionellen Flaschengärung werden diverse Sektsorten mittels Tankgärung erzeugt. 

### Weitere Produkte
Das Sekthaus Graeger ist im Vergleich zu anderen Sektherstellern ein eher kleineres Unternehmen, welches sich als Geschäftspartner für Fach-, Groß- und Einzelhandel, Kauf- und Warenhäuser sowie Delikatessen- und Weinfachgeschäfte sieht. Dementsprechend hat das Unternehmen sein Sortiment auf Champagner, Prosecco, Sherry, Portwein und französische Fruchtliköre ausgeweitet.

## Auszeichnungen
Bereits vor dem Ersten Weltkrieg erhielt Graeger durch zahlreiche Auszeichnungen auf Ausstellungen den Ruf als eine der besten deutschen Sektmarken. An diese Erfolge konnte der Sekt bis heute anknüpfen.
Das Stern Journal zeichnete den Chardonnay-Riesling Extra Trocken im Jahr 2007 als besten deutschen Sekt im Test in der Kategorie „Internationale Sommerweine“ mit vier Sternen aus.
Beim Wettbewerb „Goldene Perle“ der Fachzeitschrift „Weinwirtschaft“ für die besten deutschen Flaschengärsekte im Jahr 2012 gehörte der „Pinot Blanc de Noir Sekt Pfalz, brut“ unter der Kategorie „Burgunder-Cuvées, brut und extra brut“ mit 85 Punkten zu den zehn Siegern dieser Kategorie.
Das Online-Portal für Weine und Genussprodukte „Selection“ zeichnete 2010 den 2008er „Pinot Blanc de Noir Brut“ in der Kategorie „Premium Select Wine Challenge 2010“ mit drei Sternen aus.